# Isabel de Portugal, señora de Viseo
Isabel de Portugal (1364-1435) fue una hija natural del rey Fernando I de Portugal, titulada I señora de Viseo, Celorico da Beira, Linhares y Algodres.

## Biografía
Nació antes de que su padre contrajera matrimonio con Leonor Téllez de Meneses. Siendo muy joven fue comprometida con Alfonso Téllez de Meneses, quinto conde de Barcelos y primo de la propia reina Leonor Téllez de Meneses. Habiendo fallecido tempranamente Alfonso, su padre le concertó nuevo matrimonio con Alfonso Enríquez, conde de Noreña y de Gijón y I señor de Ribadesella, Villaviciosa, Nava y Laviana, entre otras, Cudillero, Luarca y Pravia, las dos Babias y la tierra de Argüellos, hijo natural del rey Enrique II de Castilla, aprovechando la firma del Tratado de Santarém, que puso fin a las guerras Fernandinas, y que tuvo lugar en la ciudad lusa de Santarém el 19 de marzo de 1373.
Una vez que tuvo la edad para casar, se celebró el matrimonio en Burgos en noviembre de 1377, llevando como dote las villas de Viseo, Celorico, Linhares y Algodres. Fruto de este enlace nacieron:
- Pedro de Noroña, arzobispo de Lisboa (1424-1452), que tuvo por hijos, entre otros, a Juan, Pedro y Fernando de Noroña.
- Fernando de Noroña, II conde de Vila Real por su matrimonio con Beatriz de Meneses, condesa de Vila Real, hija y heredera de Pedro de Meneses.
- Sancho de Noroña, primer conde de Odemira.
- Enrique de Noroña, capitán de gente de guerra en Ceuta,[2] sin descendencia masculina legítima.
- Juan de Noroña, murió sin descendencia.[2]
- Constanza de Noroña, casada con Alfonso I de Braganza, VII conde de Barcelos y primer duque de Braganza.